# 2996 Bowman
2996 Bowman је астероид главног астероидног појаса са пречником од приближно 22,10 .
Афел астероида је на удаљености од 2,874 астрономских јединица (АЈ) од Сунца, а перихел на 2,696 АЈ.
Ексцентрицитет орбите износи 0,031, инклинација (нагиб) орбите у односу на раван еклиптике 3,672 степени, а орбитални период износи 1697,656 дана (4,647 године).
Апсолутна магнитуда астероида је 11,80 а геометријски албедо 0,068.
Астероид је откривен 5. септембра 1954. године.